# 國有社會主義
国有社会主义（德語：Staatssozialismus）是指任何形式的依賴、倡導國家機器直接操控生產資料的經濟架構。

## 词语释意
这个词来源于德文。德文Staatssozialismus既指俾斯麦的福利制度和政策，也指在此基础上抽象出来的依賴、倡導國家機器直接操控生產資料的經濟架構。这两层含义对应的英文是不同的两个词组State Socialism和state socialism。两个英文词组对应的中文是王朝社会主义和国有社会主义。
王朝社会主义的福利制度和政策得到民众的广泛支持，也为后世国家社会主义追捧，并被追认为国家社会主义的前身。同时，德文Staatssozialismus一词也被用来指称纳粹主义的经济政策，尽管后世的国家社会主义在纳粹时期的经济政策与王朝时期的国有社会主义有很大的不同。这是造成国有社会主义一词在日文和中文中常常与王朝社会主义和国家社会主义相混淆之原因。

## 历史
1871年普法战争之后俾斯麦完成了德意志统一，但王朝政府左面受到工人运动的威胁，右面受到资产阶级政党民主诉求的压力。俾斯麦既反左又反右，强力推出6000余条保护劳工的法令，既保护了王朝利益，也实现了他的国家需要照看人民的政治理念。19世纪末的德意志因此成为世界上第一个福利国家。在此基础上抽象出来的依賴、倡導國家機器直接操控生產資料的經濟架構被称为国有社会主义。国有社会主义是一种经济架构，既不是意识形态，也不是政治制度。这种计划经济模型广泛为苏联、东欧和其他社会主义国家接受。